# Gustavsviks örlogsdepå
Gustavsviks örlogsdepå (ÖGu) var en örlogsdepå inom svenska marinen som verkade i olika former åren 1914–1924 och 1943–1967. Örlogsdepån ligger vid Ångermanälven i Gustavsvik.

## Historik
Gustavsvik avsågs enligt 1914 års försvarsbeslut att i skydd av befästningar på Hemsö vara replipunkt för flottan i Bottniska viken. Örlogsdepån var underställd Stockholms örlogsstation och lades i malpåse 1924, men 1943 återupptogs verksamheten vid örlogsdepån. När verksamheten återupptogs var depån underställd Norrlandskustens marindistrikt. Under den tid som depån låg i malpåse, kom torrdockan, vilken anlades åren 1916–1922, att utarrenderas för privat bruk. År 1967 avvecklade marinen sin verksamhet vid depån, försvaret kvarstod dock genom Fortifikationsverket som ägare till depån fram till 1983, då de sista delarna av området såldes. År 1997 använde Marinen torrdockan då patrullbåten HMS Spejaren togs in på underhåll i samband med övningen Nordvart.

## Depåchefer
- 1914–1924: ?
- 1943–1946: ?
- 1946–1950: Kapten C A E Härwell
- 1950–1951: Kapten T H R Ljungholm
- 1951–1953: Kapten H L Wikström
- 1953–1967: ?